# China Seas
China Seas (prt: Nos Mares da China; bra: Mares da China) é um filme estadunidense de 1935, do gênero aventura, dirigido por Tay Garnett, com roteiro foi de James Kevin McGuinness e Jules Furthman baseado no romance China Seas, de Crosbie Garston.

## Elenco principal
- Clark Gable...Alan Gaskell
- Jean Harlow...Dolly Portland
- Wallace Beery...Jamesy McArdle
- Lewis Stone...Tom Davids
- Rosalind Russell...Sybil Barclay
- Dudley Digges...Dawson
- C. Aubrey Smith...Guy Wilmerding
- Robert Benchley...Charlie McCaleb
- Akim Tamiroff...Paul Romanoff

## Sinopse
O estressado e valente capitão da marinha mercante inglesa Alan Gaskell, deve levar um navio com carga e passageiros através do Mar da China, navegando pela rota  Singapura - Hong Kong. Secretamente, ele fica incumbido de transportar também uma valiosa carga em ouro. O rico passageiro Jamesy McArdle é um espião dos piratas malaios e sabe da carga secreta. Ele prepara o terreno para a abordagem dos piratas, e recebe a ajuda de má-vontade da enciumada Dolly Portland, que está com raiva do capitão por este não lhe dar atenção e querer se casar com outra de suas passageiras, a viúva Sybil Barclay. Além dos piratas, o capitão terá pela frente um violento tufão.